# 基堅達足球會
基堅達足球會 (塞爾維亞語: ФК Кикинда , 英語: Football Club Kikinda) 乃一支位於塞爾維亞基金達的一支足球會。是塞尔维亚历史最悠久的球會之一，現時在塞爾維亞丁組聯賽作賽。

## 歷史
1909年於基金達成立

## 球員名單
2008/09球員名單，以下沒有已註冊球員

## 連結
- Official site （页面存档备份，存于）